# روبرت إليس
روبرت إليس (بالإنجليزية: Robert Ellis)‏ (و. 1956 – م) هو عالم عقيدة، ومؤلِّف، من المملكة المتحدة.

## أعمال بارزة
من أهم أعماله:
- Answering God: towards a theology of intercession.[2]